# Xã Fairview, Quận Livingston, Missouri
Xã Fairview (tiếng Anh: Fairview Township) là một xã thuộc quận Livingston, tiểu bang Missouri, Hoa Kỳ. Năm 2010, dân số của xã này là 410 người.